# بني وكيل أولاد محند (بني وكيل أولاد امحند)
بني وكيل أولاد محند هي إحدى مشيخات المملكة المغربية، تتبع جغرافيا لإقليم الناظور وإداريًا لبني وكيل أولاد امحند. يقدر عدد سكانها بـ 3680 نسمة حسب الإحصاء الرسمي للسكان والسكنى لسنة 2004.